# Gugnécourt
Gugnécourt é uma comuna francesa na região administrativa do Grande Leste, no departamento de Vosges. Estende-se por uma área de 5.11 km². Em 2010 a comuna tinha 264 habitantes (densidade: 51,7 hab./km²).